# نيل بال
نيل بال (بالإنجليزية: Neal Ball) هو لاعب كرة قاعدة أمريكي، ولد في 22 أبريل 1881 في غراند هيفن في الولايات المتحدة، وتوفي في 15 أكتوبر 1957 في بريدجبورت في الولايات المتحدة.

## وصلات خارجية
- نيل بال على موقع دوري كرة القاعدة الرئيسي (الإنجليزية)
- نيل بال على موقعبيزبول رفرنس.كوم (الدوري الرئيسي) (الإنجليزية)
- نيل بال على موقعبيزبول رفرنس.كوم (الدوري الثانوي) (الإنجليزية)
- نيل بال على موقع جمعية أبحاث البيسبول الأمريكية (الإنجليزية)
- نيل بال على موقع إي إس بي إن.كوم (أم.أل.بي) (الإنجليزية)
- نيل بال على موقع مشجعي الرسوم البيانية (الإنجليزية)